# Kamajors
Les Kamajors sont un groupe de chasseurs traditionnels de la Mende, un groupe ethnique du sud et l'est de la Sierra Leone, (principalement le district de la Bo).
Ils ont été initialement employés par les chefs locaux, mais sous la direction de Samuel Hinga Norman ont été utilisés par le président Ahmad Tejan Kabbah en 1996 pour remplacer les mercenaires (Executive Outcomes qui est devenu Sandline International, ayant contribué à former le noyau des forces armées légalistes jusque-là) comme force de sécurité du gouvernement. Cette force de sécurité a été appelée Forces de défense civile (CDF). À cette époque, la force a été élargie à plus de 20 000 hommes, éclipsant l'armée, et les mercenaires. La présidence a pris fin lorsque Kabbah, a été destitué par un coup d'État mené par des officiers subalternes en 1997 ayant installé Johnny Paul Koroma comme chef de l'État. Les Kamajors ont fait partie de la contre-offensive de l'ECOMOG (une force d'interposition dirigée par le Nigeria) pour rétablir Kabbah en 1998. En 1999, Freetown a été prise par les rebelles soutenus par le chef de guerre Charles Taylor et Foday Sankoh a conduit l'Armed Forces Revolutionary Council (AFRC), qui était une combinaison des rebelles du Front uni révolutionnaire (RUF) et l'ex-armée sierra-léonaise (SLA). Les Kamajors à nouveau au service de l'ECOMOG et les soldats de la paix de l'ONU ont tenté encore de garantir la stabilité. En raison des violations présumées du droit international, les dirigeants des CDF (y compris Hinga Norman) ont été inculpés devant le Tribunal spécial pour la Sierra Leone.
Bien que les champs de diamants (diamants du sang) aient été le principal facteur de motivation des Kamajors, ils ont tout de même joué un rôle majeur en mars vers la stabilité de Sierra Leone. Par contre, en leur défaveur, les Kamajors ont été accusés de pillages, terreur organisée et massacres de civils en Sierra Leone, ainsi que de l'emploi de soldats de moins de quinze ans. En mars 2003, Hinga Norman a été inculpé pour ces crimes de guerre par le Tribunal spécial pour la Sierra Leone. Son procès a commencé en Juin 2004, ainsi que celle de deux de ses lieutenants, Moinina Fofana et Allieu Kondaw.
Véritable « base » la force militaire, la rumeur accorde aux Kamajors des pouvoirs magiques, tels que la capacité à esquiver les balles et à disparaître. Les Kamajors ont surtout utilisé  des fusils à un coup, comme les personnes âgées. En dépit de leurs armement relativement primitif par rapport à celui du RUF, ils ont eu de nombreux succès militaires sur le RUF. Les Kamajors sont connus pour leur utilisation de la magie rituelle, comme le chant et l'application  de la salive du chef de file sur le front des soldats de l'unité, et des amulettes. Les Kamajors croient que le pouvoir et la puissance en tant que guerrier dépend de l'abstinence sexuelle. Ces dernières années, les Kamajors ont été déplacés de leurs régions d'origine et les chefs traditionnels se sont vu confier davantage de responsabilités en matière de sécurité nationale. Une fois séparé de l'influence de la « capitale » de leurs ancêtres, les Kamajors sont devenus indisciplinés, et les cas de viol sont devenus plus fréquents.